# Dichantharellus malayanus
Dichantharellus malayanus är en svampart som beskrevs av Corner 1966. Dichantharellus malayanus ingår i släktet Dichantharellus och familjen Lachnocladiaceae.   Inga underarter finns listade i Catalogue of Life.